# Un giorno in Disney (Corti)
Un giorno in Disney (Corti) (One Day at Disney Shorts) è una serie televisiva statunitense composta da dei cortometraggi documentario, prodotta da Disney Publishing Worldwide e Endeavour Content per Disney+. La serie è la continuazione dell'omonimo film documentario. Le puntate cortometraggio della prima stagione sono complessivamente 51 e sono uscite settimanalmente dal 6 dicembre 2019 e in Italia dal 24 marzo 2020 fino al 20 novembre 2020.

## Trama
La docu-serie è una serie di cortometraggi. Ogni puntate segue il lavoro di un dipendente della Walt Disney Company.

## Puntate
| nº | Nome del dipendente          | Ruolo del dipendente                                              | Filiale                                        | Pubblicazione USA | Pubblicazione Italia |
| -- | ---------------------------- | ----------------------------------------------------------------- | ---------------------------------------------- | ----------------- | -------------------- |
| 1  | Eric Goldberg                | Animatore                                                         | Walt Disney Animation Studios                  | 6 dicembre 2019   | 24 marzo 2020        |
| 2  | Thom Self                    | Macchinista/Subacqueo                                             | Disneyland                                     | 13 dicembre 2019  | 24 marzo 2020        |
| 3  | Sage Steele                  | Conduttrice di Sports Center                                      | ESPN                                           | 20 dicembre 2019  | 24 marzo 2020        |
| 4  | Katie Whetsell               | Attrice di Alla ricerca di Nemo - Il musical                      | Disney's Animal Kingdom                        | 27 dicembre 2019  | 24 marzo 2020        |
| 5  | Bob Iger                     | AD                                                                | The Walt Disney Company                        | 3 gennaio 2020    | 24 marzo 2020        |
| 6  | Modern Family                | Cast & Troupe                                                     | ABC                                            | 10 gennaio 2020   | 24 marzo 2020        |
| 7  | Jose Zelaya                  | Character designer                                                | Disney Television Animation                    | 17 gennaio 2020   | 24 marzo 2020        |
| 8  | Este Meza (Lucasfilm Events) | Senior manager di Eventi e presenze dei personaggi, programmatore | Lucasfilm                                      | 24 gennaio 2020   | 24 marzo 2020        |
| 9  | Rob Ritchards                | Organista di 'El Capitan'                                         | El Capitan Theatre                             | 31 gennaio 2020   | 24 marzo 2020        |
| 10 | Grace Lee                    | Illustratrice di libri                                            | Disney Publishing Worldwide                    | 7 febbraio 2020   | 24 marzo 2020        |
| 11 | Kristina Dewberry            | Manager Progettazione                                             | Walt Disney Imagineering                       | 14 febbraio 2020  | 24 marzo 2020        |
| 12 | Vince Caro                   | Tecnico del suono                                                 | Pixar                                          | 21 febbraio 2020  | 24 marzo 2020        |
| 13 | Lupe de Santiago             | Sarta                                                             | Disneyland                                     | 28 febbraio 2020  | 24 marzo 2020        |
| 14 | Kris Becker                  | Custode degli animali                                             | Disney's Animal Kingdom                        | 6 marzo 2020      | 24 marzo 2020        |
| 15 | Leah Buono                   | Direttore del cast                                                | Disney Channel                                 | 13 marzo 2020     | 24 marzo 2020        |
| 16 | David Muir                   | Giornalista                                                       | ABC News                                       | 20 marzo 2020     | 24 marzo 2020        |
| 17 | Morgan Rope                  | Imagineer Ricerca e sviluppo                                      | Walt Disney Imagineering                       | 27 marzo 2020     | 27 marzo 2020        |
| 18 | Patti Murin                  | Attrice di Frozen - Il musical, Broadway                          | Frozen                                         | 3 aprile 2020     | 3 aprile 2020        |
| 19 | Francheska Roman             | Pasticciera                                                       | Disneyland                                     | 10 aprile 2020    | 10 aprile 2020       |
| 20 | Steve Sligh                  | Manager                                                           | Golden Oak Ranch                               | 17 aprile 2020    | 17 aprile 2020       |
| 21 | Tia Kratter                  | Manager dell'educazione artistica e cinematografica               | Pixar University                               | 24 aprile 2020    | 24 aprile 2020       |
| 22 | Robin Roberts                | Co-conduttrice                                                    | Good Morning America                           | 1º maggio 2020    | 1º maggio 2020       |
| 23 | Joe Hernandez                | Guida alle attrazioni                                             | Disneyland                                     | 8 maggio 2020     | 8 maggio 2020        |
| 24 | Stephanie Carroll            | Aiutante del Ranch                                                | Magic Kingdom                                  | 15 maggio 2020    | 15 maggio 2020       |
| 25 | Ed Fritz                     | Ingegnere                                                         | Walt Disney Imagineering                       | 22 maggio 2020    | 22 maggio 2020       |
| 26 | Jerome Ranft                 | Scultore                                                          | Pixar                                          | 29 maggio 2020    | 29 maggio 2020       |
| 27 | George Montano               | Stuccatore                                                        | Disney Parks                                   | 5 giugno 2020     | 5 giugno 2020        |
| 28 | Scot Drake                   | Dirigente creativo Imagineering                                   | Walt Disney Imagineering                       | 12 giugno 2020    | 12 giugno 2020       |
| 29 | Candice Veldez               | Conduttrice radiofonica                                           | Radio Disney                                   | 19 giugno 2020    | 19 giugno 2020       |
| 30 | Tony Selvaggio               | Decoratore                                                        | Disneyland Resort                              | 26 giugno 2020    | 26 giugno 2020       |
| 31 | Zama Magudulela              | Cantante de Il re leone - Il musical, Madrid                      | Il re leone (musical)                          | 3 luglio 2020     | 3 luglio 2020        |
| 32 | Marc Smith                   | Story Artist                                                      | Walt Disney Animation Studios                  | 10 luglio 2020    | 10 luglio 2020       |
| 33 | Mike Davie                   | Project manager principale                                        | Walt Disney Imagineering                       | 17 luglio 2020    | 17 luglio 2020       |
| 34 | Chris Cristi                 | Reporter in elicottero                                            | KABC-TV                                        | 24 luglio 2020    | 24 luglio 2020       |
| 35 | Laura Cabo                   | Imagineering Portfolio Creative Executive                         | Disney Cruise Line                             | 31 luglio 2020    | 31 luglio 2020       |
| 36 | Ryan Meinerding              | Direttore creativo                                                | Marvel Studios                                 | 7 agosto 2020     | 7 agosto 2020        |
| 37 | Pavan Komkai                 | Direttore delle telecomunicazioni ai servizi streaming            | Walt Disney Direct-to-Consumer & International | 14 agosto 2020    | 14 agosto 2020       |
| 38 | Heather Bartleson            | Holiday Services                                                  | Disney Experiences                             | 21 agosto 2020    | 21 agosto 2020       |
| 39 | Eric Baker                   | Direttore creativo                                                | Walt Disney Imagineering                       | 28 agosto 2020    | 28 agosto 2020       |
| 40 | Alice Taylor                 | StudioLAB                                                         | Walt Disney Studios                            | 4 settembre 2020  | 4 settembre 2020     |
| 41 | Amanda Lauder                | Capo cioccolatiere                                                | Disney Springs                                 | 11 settembre 2020 | 11 settembre 2020    |
| 42 | Natalie Mylniczenko          | Veterinaria                                                       | Walt Disney World Resort                       | 18 settembre 2020 | 18 settembre 2020    |
| 43 | Ashley Girdich               | Responsabile del Gruppo Ricerca e Sviluppo                        | Walt Disney Imagineering                       | 25 settembre 2020 | 25 settembre 2020    |
| 44 | Pablo Tufino                 | Tecnico del Ride Show                                             | Disney's Animal Kingdom                        | 2 ottobre 2020    | 2 ottobre 2020       |
| 45 | Gabriella Clarke             | Creative Print Marketing                                          | Walt Disney Studios                            | 9 ottobre 2020    | 9 ottobre 2020       |
| 46 | Alfredo Ayala                | Responsabile del Gruppo Ricerca e Sviluppo                        | Walt Disney Imagineering                       | 16 ottobre 2020   | 16 ottobre 2020      |
| 47 | Jason Benetti                | Commentatore della telecronaca (Play-By-Play)                     | ESPN                                           | 23 ottobre 2020   | 23 ottobre 2020      |
| 48 | Dana Amendola                | Vicepresidente del Disney Theatrical Group                        | Disney Theatrical Productions                  | 30 ottobre 2020   | 30 ottobre 2020      |
| 49 | Leslie Evans                 | Senior del Gruppo Ricerca e Sviluppo                              | Walt Disney Imagineering                       | 6 novembre 2020   | 6 novembre 2020      |
| 50 | Mark Gonzales                | Ingegnere treno a vapore                                          | Disneyland Resort                              | 13 novembre 2020  | 13 novembre 2020     |
| 51 | Finale di stagione           | Tutti                                                             | Walt Disney Company                            | 20 novembre 2020  | 20 novembre 2020     |

## Accoglienza
Common Sense Media ha dato al documentario 3 stelle su 5, affermando: "Il contenuto non è una festa da brivido, ma il formato della vignetta funziona a vantaggio di interpolazioni e adolescenti che potrebbero voler vedere un po' di come viene realizzata la magia dietro le quinte. Inoltre, la serie ispira rispetto per un'ampia varietà di carriere e set di talenti e dimostra come il lavoro di squadra e un'efficace risoluzione dei problemi siano essenziali per il successo della Disney".